# 武州玉川
「武州玉川」（ぶしゅうたまがわ）は、葛飾北斎の名所浮世絵揃物『冨嶽三十六景』全46図中の1図。落款は「北斎為一筆」とある。落款に「改」が入っていないが、意図的なのか入れ忘れなのかについては分かっていない。

## 概要
本図は関東地方の一級河川多摩川から眺める富士山を描いている。水量豊かな多摩川が画面中央に鎮座し、その先にはすやり霞を挟んで雄大な富士山が高くそびえる。周辺に人家はなく閑散としており、手前の土坡上で馬を牽く男と、柴を積んだ船を操る船頭と乗員のみが描かれている。多摩川には数多くの渡船場が存在していたため、本図が描かれた詳細の場所については明らかになっていないが、河村岷雪の『百富士』「玉川」や斎藤月岑の『江戸名所図会』「多摩川」などを根拠として、多摩川の中流域にあたる調布市近辺の渡船場を描いたものと推察されている。
水面に浮かぶ波が線で表現されているが、その線はひとつとして同じものは描かれていない。また、川の手前側は空摺の技法が用いられている。この空摺は初摺かそれに極めて近いものにのみ見られる技法で、後摺の作品では省略されている技法である。富士山との間に差し込まれるすやり霞は「青山円座松」でも用いられた表現だが、時間と空間の超越を示しているという見方もなされている。